# Anosiala (Vatovavy-Fitovinany)
Anosiala is een plaats en gemeente in Madagaskar gelegen in het district Manakara van de regio Vatovavy-Fitovinany. Er woonden bij de volkstelling in 2001 ongeveer 9000 mensen.
In de plaats is basisonderwijs beschikbaar. 93% van de bevolking is landbouwer. Het belangrijkste gewas is koffie en rijst, maar er wordt ook bananen en lychees verbouwd. 2% van de bevolking is werkzaam in de dienstensector en de overige 5% voorziet in levensonderhoud via de visserij.